# Samurái (Súper amigos)
Samurái es un superhéroe Asiático en la serie de televisión animada Súper amigos. Su verdadero nombre es Toshio Eto, y es de ascendencia japonesa. Fue uno de los últimos personajes en unirse al equipo junto con otros héroes étnicamente diversos en un esfuerzo para promover la diversidad cultural. Su actor de voz fue Jack Angel. Además de ser una figura prominente en varios otros series animadas, Angel también hizo la voz de Flash y Hombre Halcón.
Samurái aparece en La nueva hora de los Súper Amigos, El Reto de los Súper Amigos, La hora de los Súper Amigos, Súper Amigos: El legendario programa de los Súper Poderosos, y El equipo de Súper Poderosos: Guardianes Galácticos. Además de ser insertado para crear diversidad, samurái, en cierto sentido, tomó el lugar de Tornado Rojo con el que comparte habilidades similares al viento. Después de apariciones esporádicas de invitados, Samurái se convirtió en un destacado miembro del equipo en las temporadas posteriores de la serie.
Samurái apareció en el DC Comics Mini Series Super Powers. También tuvo una figura de acción en la línea Super Powers Collection producida por Kenner. Un personaje parecido a samurái apareció en una página doble extendida en la colección de Crisis infinita. Samurái hizo su primera aparición en los cómics varios años más tarde durante el evento de  Brightest Day.

## Biografía del personaje ficticio
Aunque no se parece exteriormente a un Samurái tradicional, samurái sostiene el código del Bushidō, relacionando a veces todo lo que él o algún otro hace a la tradición antigua. A pesar de que muestra un buen número de poderes, el que se basa en la mayoría de las veces es la capacidad de manipular el viento. Puede volar creando un pequeño tornado alrededor de su cuerpo inferior y puede conjurar potentes ráfagas de sus manos que pueden golpear incluso objetos grandes.
Además de controlar el viento, samurái también puede recurrir a otras habilidades que aprendió durante sus años de entrenamiento en las artes antiguas. Los invoca pronunciando una frase en japonés:
- Kaze no Yō ni Hayaku (風のように早く) - El más utilizado de los poderes de samurái. Todo el cuerpo de samurái (a veces su cabeza) se convierte en un poderoso viento tornadico que le permite viajar a gran velocidad y usar sus vientos para recoger objetos o volarlos alrededor. En episodios posteriores de la serie, él aparecería con frecuencia solamente con su cuerpo inferior transformado en un tornado. La frase se traduce en "rápido como el viento".
- Tōmei Ningen (透明人間) - El segundo más usado de los poderes de samurái y usado dos veces (Journey Into Blackness). Esto permite que samurái se vuelva invisible. La frase se traduce en "hombre/humano transparente".
- Igo Moen (囲碁もえん) - Solo se utiliza una o dos veces a lo largo de la serie (Journey Into Blackness), samurái se envuelve en llamas. La primera mitad de la frase no es japonesa apropiada, pero la segunda mitad puede ser leída como "gran fuego/llama".
- Hi ga Moe (火が燃え) - También se usa solo dos veces.[2] Esto permite a samurái lanzar ilusiones para engañar a un enemigo. Ambas veces, él creó la ilusión de fuego para asustar a sus captores.

Apareció por primera vez en La nueva hora de los Súper Amigos y luego apareció principalmente en El Reto de los Súper Amigos como un miembro plenamente activo del equipo. Posteriormente hizo apariciones esporádicas en el equipo El equipo de Súper Poderosos: Guardianes Galácticos.

### Origen
Su verdadero nombre es Toshio Eto, y fue profesor de historia antes de convertirse en un superhéroe. Un día, Eto fue golpeado por un rayo de luz enviado por los Nuevos Dioses de Nuevo Génesis, que estaban tratando de crear más superhéroes para defender el mundo de Darkseid. Aunque Eto brevemente corrió salvaje con sus nuevos poderes, los Nuevos Dioses le explicaron su intención con él y prometió convertirse en un superhéroe.  Al principio, se dedicó a luchar contra Legión del Mal de Lex Luthor, pero más tarde él y sus colegas se comprometieron a combatir a Darkseid.

### Cómics
Samurái hizo apariciones durante el crossover de Liga de la Justicia/Sociedad de la Justicia de América en el acontecimiento de Brightest Day. Toshio aparece como uno de los héroes locos por los poderes Starheart de Alan Scott, y se muestra con sus vientos para destruir la ciudad de Tokio. Él es derrotado y golpeado inconsciente por Jesse Chambers y Congorilla.
Antes de la aparición de samurái en Brightest Day, una versión alternativa del personaje llamado Toshio fue introducida en el Universo DC en la Justice League of America 80-Page Giant de one-shot. Esta versión era un samurái real de Japón en el siglo XIII, a quien se le concedió habilidades místicas por una hechicera. Después de una breve batalla con el desplazado Superman y Doctora Luz, Toshio se asoció con los héroes para derrotar a Steppenwolf.

## Poderes y habilidades
Es capaz de convertirse en una remolino de viento, además de producir viento por sus manos capaz de moler a objetos pesados. Ocasionalmente mostraba otros poderes cuando se requería, volviéndose invisible o estallando en llamas (para utilizar dichos poderes debía decir unas palabras japonesas).

## En otros medios

### Televisión
- En la Liga de la Justicia Ilimitada, el personaje Dragón de Viento (con la voz de James Sie) está basado en Samurái. Él es el líder de un equipo de superhéroes patrocinado por el gobierno llamado Ultimen. Como líder de los Ultimen, Dragón de viento sirve como su comandante de campo y su portavoz al público. Aunque parece muy limpio y moralista, en realidad es un egoísta, y no se opone en absoluto a "vender" la imagen de su equipo por dinero. Su poder es la manipulación del viento para permitir el vuelo (para sí mismo y varias personas), así como crear ráfagas de viento para golpear a los oponentes o levantar objetos pesados. Él recuerda a Superman como su ídolo cuando él estaba creciendo, y dice que fue inspirado por él para hacer un superhéroe. En la primera aparición de los Ultimen (durante el episodio "Ultimátum"), Dragón de viento tuvo la oportunidad de luchar junto a su héroe de toda la vida mientras salvaba una plataforma petrolera. A pesar de que él hizo un mal comentario sobre Superman al decir que ya estaba viejo, él todavía actuó respetuoso hacia el. Sin embargo, su obligación con sus benefactores le prohibió unirse a la Liga de la Justicia, a pesar de las súplicas de su compañero de equipo Gran sombra. Durante la lucha, Dragón de viento fue capaz de crear un ciclón de viento frío para congelar a los monstruos de lava que atacaban la plataforma, un poder que nunca había exhibido antes. Preocupado, pero no dispuesto a insistir en ello, volvió su atención a los medios de comunicación, dándoles un discurso que incluso hacía gemir a Superman mismo. Maxwell Lord, preocupado por la recién descubierta habilidad de Dragón de viento, lo reunió a él y al resto de los Ultimen para hacerle estudios. Durante esta prueba, Gran Sombra oyó al Lord hablando de ciertos experimentos y decidió investigar. El equipo entonces se dio cuenta de que en realidad eran clones creados por el Proyecto Cadmus con recuerdos impresos y actores interpretando a sus padres. Peor aún, sus vidas estaban a punto de terminar debido a una falla en el procedimiento de clonación. Aprendieron más de las memorias implantadas y sus padres actores cuando Dragón del viento usó sus poderes para secuestrar a Maxwell Lord. Desilusionado, Dragón del viento ordenó a los Ultimen encontrar al jefe de Maxwell Lord, Amanda Waller. Pero cuando la Liga de la Justicia intervino, tuvo una nueva idea: si pudieran derribar la Liga de la Justicia, el mundo nunca los olvidará, sin importar el contexto. Luego puso su mirada en Superman, casi matándolo al crear un poderoso torbellino para sofocarlo, pero fue detenido en el último minuto por Gran Sombra, quien le dijo que matar a su ídolo iría en contra de todo lo que alguna vez representaba. Dragón del viento se dio cuenta de su error y se retiró. Posteriormente, él y el resto de los Ultimen (excepto Gran Sombra que permaneció con la Liga) fueron llevados a la custodia de Cadmus para esperar su muerte eventual.[8]
- Es visto un ejército de clones de Ultimen creados posteriormente por Cadmus pero esta vez sin conciencia y liderados por Galatea (un Clon de Supergirl, aunque más parecida a Power Girl) en un intento de terminar la Liga de la Justicia de una vez por todas en los episodios "Punto Álgido" y "Pánico en el Cielo", por orden directa de Amanda Waller atacan la Atalaya de la Liga de la Justicia, En particular, tres clones del Dragón de Viento que trabajaban juntos se enfrentaron contra Tornado Rojo, cuya potencia de una sola mano empequeñecía el poder total de sus poderes considerablemente.
- En Young Justice: Invasión, Asami "Sam" Koizumi (con la voz de Janice Kawaye) se basa en Sámurai. Ella aparece por primera vez en el episodio "Beneath", donde es vista como una de las adolescentes cautivas que se le venden a El Alcance por Abeja Reina. En "Before the Dawn", ella y varios de los otros supervivientes son rescatados por el Equipo y posteriormente entregados a Laboratorios S.T.A.R. en "Cornered". En "Runaways", Asami desarrolló la habilidad de enfocar su chi (que la cubre en un aura brillante) que puede usar proyectándola hacia afuera para romper a través de la roca sólida, para saltar a un nivel sobrehumano y para suavizar aterrizajes dejando un rastro de círculos concéntricos. Asami y los otros niños escapan de la instalación de S.T.A.R. después de enojarse por las constantes pruebas que hacen en ellos por el personal. Este episodio también revela que solo puede hablar japonés, lo que hace difícil para ella y otros comunicarse, excepto para aquellos que entienden japonés (aunque los espectadores bien versados en japonés han notado que tiende a utilizar la frase "me excusa" muy a menudo). Ella y los otros fugitivos son detenidos por Escarabajo Azul (quien es el amigo de Tye Longshadow, Jaime) convenciéndoles de que lo escuchen. Asami y los otros fugitivos regresan a los laboratorios S.T.A.R para ayudar a Escarabajo Azul a luchar contra Volcán Rojo (quién es después el desarmado Amazo) salvando a los científicos y al personal. Cuando Escarabajo Azul ignora el daño potencial que está causando durante la batalla y trata de llevarlos a la fuerza con él, Asami y los demás escapan. El grupo regresa a la estación de autobuses que habían destruido en su escape anterior y son encontrados por Lex Luthor (que puede entender al japonés cuando se dirige a Asami) que los recluta. En "The Hunt", Asami y los demás destruyen todo lo que está a la vista relacionado con el Alcance. Ella se une a sus amigos en el intento de rescatar al equipo (que han sido capturados y encarcelados en Warworld, que ahora está bajo control del Alcance) y lucha tanto con los guardias de la nave y Escarabajo Negro. Después de que todo el mundo sea rescatado gracias a la intervención del Arsenal, Nightwing ofrece a los fugitivos un lugar en el equipo, pero estos se niegan y se van. Después de que  Arsenal los convence que Lex Luthor no es bueno, Asami es el que destruye la Father Box y la computadora portátil que Lex Luthor les había dado. Entonces ella y los otros salen por su cuenta con Arsenal. En "Endgame", se une a Canario Negro para destruir uno de los disruptores del campo magnético del Alcance. Más tarde, se le ofreció unirse al equipo, pero se niega. Al final de la serie, se revela que Asami se mudó con Tye y su familia y ahora está saliendo con Tye.[9]

### Película
- Samurái hace un cameo en la película de televisión Scooby-Doo y la máscara de Fabulman junto con otros personajes de los Súper amigos y Hanna-Barbera.
- Samurái hace una aparición en la película de The Lego Batman Movie como uno de los partygoers de baile en la Fortaleza de la Soledad de Superman.[10]

## Juguetes
- En la década de 1980, Samurái fue lanzado como una figura de acción como parte de la tercera ola de los años ochenta de Kenner toyline en la Super Powers Collection.
- Samurái fue lanzado en un paquete de 3 junto con Volcán Negro y el Jefe Apache en la línea de la figura de acción Liga de la Justicia Ilimitada.
- El Samurái fue incluido en la onda 18 de los clásicos del universo de DC de Mattel junto con otras varias figuras de los Súper amigos.[11]